# Marzahner Volleyball-Club
Der Marzahner Volleyball-Club e.V. (kurz: MVC) ist ein Volleyballverein aus dem Berliner Bezirk Marzahn-Hellersdorf, der dem Volleyball-Verband Berlin im Deutschen Volleyball-Verband angehört. Der MVC wurde am 13. Juni 2000 gegründet und ging aus dem Marzahner SV hervor. Für zahlreiche Bundesliga- und Nationalspielerinnen sowie einige Beachvolleyball-Spitzenspielerinnen ist der MVC der Heimatverein.

## Konzept
Der Verein sieht die Förderung des Volleyballs für weibliche Jugendliche als seine zentrale Aufgabe. In allen Jugendspielklassen der U12 bis U20 tritt der Marzahner VC mit 1 bis 3 Mannschaften in den Jugend-, Qualifikation- und Pokalspielrunden an. Weiterhin gibt es drei Frauenmannschaften, die jeweils mit talentierten Jugendspielerinnen ergänzt, ihre Wettbewerbe im Erwachsenspielbetrieb bestreiten. Die 1. Frauenmannschaft spielt seit der Saison 2005/06 in der Regionalliga Nordost.

## Mannschaften

### Frauen

#### 1. Mannschaft:  Regionalliga Nordost
Das Team erspielte sich in der Saison 2004/05 den Aufstieg aus der Berlinliga in die Regionalliga Nordost. In der Saison 22/23 erfolgte der Abstieg.
Seit der Saison 24/25 spielt die 1. Mannschaft wieder in der vierthöchsten Spielklasse der Frauen in Deutschland.

#### Weitere Mannschaften
- 2. Mannschaft: Bezirksliga (2024/25)
- 3. Mannschaft: Bezirksklasse A (2024/25)
- 4. Mannschaft: Bezirksklasse B (2024/25)
- 5. Mannschaft: Kreisliga B (2024/25)

### Jugend
U12
Berliner Vizemeister (2012)
Berliner Meister (2024)
U13
3. (2013)
Berliner Meister und 3. Platz (2024) 
Vizemeister Nordost-Deutsche-Meisterschaft (2024)
U14
3. (2014)
Berliner Vizemeister (2024)
2. Berliner Pokal (2024)
U15
Berliner Vizemeister (2024)
U16
3. (2014)
3. der Berliner Meisterschaft (2024)
U18
6. (2013, 2014)
7. der Berliner Meisterschaft (2012)
Berliner Vizemeister (2024)
U20
3. der Berliner Meisterschaft (2012, 2024)

### Mixed
Die Freizeit Mixed-Mannschaft (Netz Crash Dummies) ist Stammmitglied in der „Berlin-Hellersdorfer Runde“ (Volkssport-Meisterschaft).

## Erfolgreiche Ausbildung
Viele Spitzenvolleyballerinnen spielten zu Beginn ihrer Karriere beim MVC: Hella Jurich (Deutsche Meister Beach 2004), Antje Röder (5. Platz Beach-WM 2007), Inga Vollbrecht (Zweitligameister 2011), Nadja Glenzke, Grit Lehmann, Linda Dörendahl (Deutscher Meister 2006, 2009 und Fünfter Juniorinnen-WM 2003), Kristin Kasperski (Sieger Militär-WM 2009), Regina Burchardt (Vizeeuropameister 2011), Marika Steinhauff (3. der Studenten-Weltmeisterschaften 2010, 5. der U23 Beach-EM 2010) sowie weitere.

## Spielstätte
Die Heimspiele finden in der Halle des Rudolf-Virchow-Sportparks in Berlin-Marzahn statt.

## Internationales Turnier
Der Marzahner VC richtete im März 2014 sein XXIII. Europäisches Jugend-Volleyballturnier aus. Auch 2015 werden wieder Mannschaften aus Russland, Österreich, Polen, Belgien und Tschechien erwartet. Mädchen der Altersklassen U12, U14 und U16 spielen in diesem internationalen Turnier in Berlin um die begehrten Pokale.